# Посёлок Дальний (платформа)
Посёлок Дальний — остановочный пункт тупиковой линии Софрино — Красноармейск Ярославского направления Московской железной дороги, расположен в микрорайоне Дальний городского поселения Софрино Московской области.
Находится на расстоянии 2 км от станции Софрино и 13 км от Красноармейска. Назван по находящемуся рядом микрорайону посёлка Софрино — Дальнему, посёлку связистов Ростелекома.
По документам РЖД остановочный пункт имеет название Софрино II, хотя это название также имеет другая техническая платформа на станции Софрино.
Нынешняя платформа построена в 1993 году. Платформа высокая, боковая, один путь, короткая на 4 вагона. Электрифицирована.
Через платформу проходит 7 пар поездов в будние дни и 8 пар поездов в выходные.
Реконструкции платформа не подвергалась, турникеты отсутствуют, кассы нет, есть три павильона для пассажиров от дождя. С платформы один спуск со стороны Красноармейска в сторону улицы Дальней и села Софрино.
До 1993 года электрификации на железнодорожном пути не было, а по ветке от Софрино до Красноармейска ходил поезд на дизельной тяге (тепловоз и 2—4 плацкартных вагона). Платформы Посёлок Дальний не существовало, а поезд останавливался ближе к станции Софрино на станции Софрино-Промышленное.